# Švédsko na Letních olympijských hrách 1952
Švédsko na Letních olympijských hrách 1952 ve finských Helsinkách reprezentovalo 206 sportovců, z toho 183 mužů a 23 žen. Nejmladším účastníkem byl Lars-Erik Larsson (15 let, 14 dní), nejstarší pak Sven Salén (61 let, 255 dní). Reprezentanti vybojovali 35 medaile z toho 12 zlatých, 13 stříbrných a 10 bronzových.

## Medailisté
| Medaile | Jméno | Sport                | Disciplína                                         |
| ------- | --- | -------------------- | -------------------------------------------------- |
| Zlato   | John Mikaelsson | Atletika             | Muži chůze 10 km                                   |
| Zlato   | Gert Fredriksson | Kanoistika           | Muži K1 1000 m                                     |
| Zlato   | Hans von Blixen-Finecke | Jezdectví            | Muži jezdecká všestrannost                         |
| Zlato   | Folke Frölén Olof Stahre Hans von Blixen-Finecke                                                                           | Jezdectví            | Družstvo mužů jezdecká všestrannost                |
| Zlato   | Henri Saint Cyr | Jezdectví            | Muži drezura jednotlivci                           |
| Zlato   | Gustaf Adolf Boltenstern Gehnäll Persson Henri Saint Cyr                                                                   | Jezdectví            | Družstvo mužů drezura                              |
| Zlato   | William Thoresson | Sportovní gymnastika | Muži prostná                                       |
| Zlato   | Gun Röring Ingrid Sandahl Hjördis Nordin Ann-Sofi Pettersson Göta Pettersson Evy Berggren Vanja Blomberg Karin Lindbergová | Sportovní gymnastika | Družstva žen – společné sestavy s náčiním          |
| Zlato   | Lars Hall | Moderní pětiboj      | Muži jednotlivci                                   |
| Zlato   | Axel Grönberg | Zápas                | řecko-římský do 79 kg                              |
| Zlato   | Olle Anderberg | Zápas                | volný styl do 67 kg                                |
| Zlato   | Viking Palm | Zápas                | volný styl do 87 kg                                |
| Stříbro | Ingemar Johansson | Box                  | Muži váha těžká do 81 kg                           |
| Stříbro | Lars Glassér Ingemar Hedberg                                                                                               | Kanoistika           | Muži K2 1 000 m                                    |
| Stříbro | Gert Fredriksson | Kanoistika           | Muži K1 10 000 m                                   |
| Stříbro | Gunnar Åkerlund Hans Wetterström                                                                                           | Kanoistika           | Muži K2 10 000 m                                   |
| Stříbro | Bengt Ljungquist Lennart Magnusson Berndt-Otto Rehbinder Per Carleson Sven Fahlman Carl Forssell                           | Šerm                 | Družstvo mužů kord                                 |
| Stříbro | Claes Egnell Lars Hall Thorsten Lindqvist                                                                                  | Moderní pětiboj      | Družstvo mužů                                      |
| Stříbro | Knut Holmqvist | Sportovní střelba    | Muži trap                                          |
| Stříbro | Olof Sköldberg | Sportovní střelba    | Muži 100 m běžící jelen, jeden výstřel dvě střelby |
| Stříbro | Gustav Freij | Zápas                | řecko-římský do 67 kg                              |
| Stříbro | Gösta Andersson | Zápas                | řecko-římský do 73 kg                              |
| Stříbro | Per Berlin | Zápas                | volný styl do 73 kg                                |
| Stříbro | Bertil Antonsson | Zápas                | volný styl nad 97 kg                               |
| Stříbro | Erland Almkvist Sidney Boldt-Christmas Per Gedda                                                                           | Jachting             | Muži třída Dragon                                  |
| Bronz   | Gustaf Jansson | Atletika             | Muži maraton                                       |
| Bronz   | Ragnar Lundberg | Atletika             | Muži skok o tyči                                   |
| Bronz   | Stig Sjölin | Box                  | Muži váha střední do 75 kg                         |
| Bronz   | Švédská fotbalová reprezentace                                                                                             | Fotbal               | turnaj mužů                                        |
| Bronz   | Hans Liljedahl | Sportovní střelba    | Muži trap                                          |
| Bronz   | Göran Larsson | Plavání              | Muži 100 m volný styl                              |
| Bronz   | Per Olof Östrand | Plavání              | Muži 400 m volný styl                              |
| Bronz   | Karl-Erik Nilsson | Zápas                | řecko-římský do 87 kg                              |
| Bronz   | Rickard Sarby | Jachting             | Muži třída Finn                                    |
| Bronz   | Magnus Wassén Carl-Erik Ohlson Folke Wassén                                                                                | Jachting             | Muži třída 5½ m Class                              |